# Pegomya rubivora
Pegomya rubivora este o specie de muște din genul Pegomya, familia Anthomyiidae. A fost descrisă pentru prima dată de Daniel William Coquillett în anul 1897. Conform Catalogue of Life specia Pegomya rubivora nu are subspecii cunoscute.